# Seznam islandských obcí

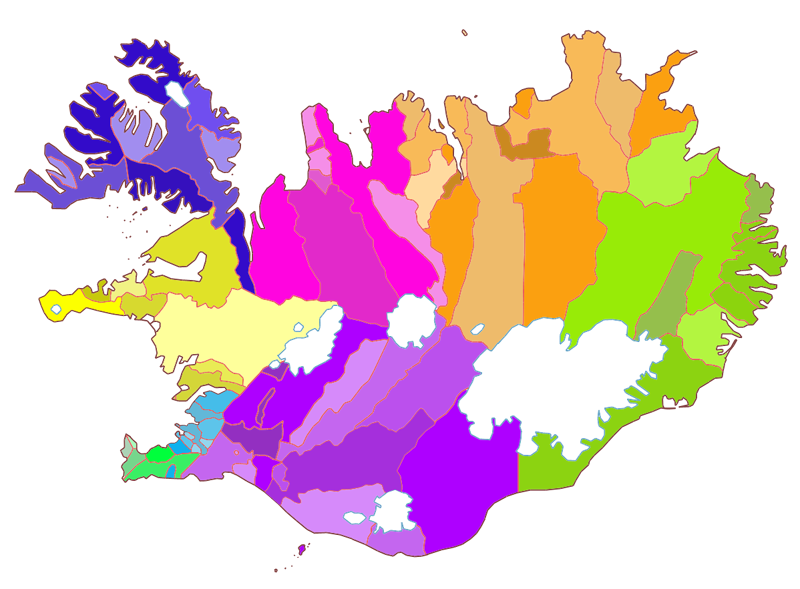
Mapa islandských obcí

Islandská republika sestává ze 64 obcí (stav k roku 2022). Nejlidnatější a zároveň hlavní město je Reykjavík. V nejmenší obci žije méně než 50 obyvatel. 

## Přehled území
| Obec                          | Počet obyvatel (leden 2020) | Rozloha (km²) |
| ----------------------------- | --------------------------- | ------------- |
| Akraneskaupstaður             | 7 534                       | 9,0           |
| Akureyrarkaupstaður           | 19 025                      | 137,8         |
| Árborg                        | 10 055                      | 157,3         |
| Árneshreppur                  | 43                          | 718,0         |
| Ásahreppur                    | 251                         | 2965,9        |
| Bláskógabyggð                 | 1 163                       | 3278,5        |
| Bolungarvík                   | 955                         | 111,0         |
| Borgarbyggð                   | 3 852                       | 4924,9        |
| Dalabyggð                     | 639                         | 2439,5        |
| Dalvíkurbyggð                 | 1 903                       | 595,1         |
| Eyja- og Miklaholtshreppur    | 124                         | 377,9         |
| Eyjafjarðarsveit              | 1 077                       | 1795,0        |
| Fjallabyggð                   | 2 006                       | 364,7         |
| Fjarðabyggð                   | 5 072                       | 1622,3        |
| Fljótsdalshreppur             | 86                          | 1528,5        |
| Flóahreppur                   | 687                         | 291,0         |
| Garðabær                      | 16 924                      | 74,4          |
| Grímsnes- og Grafningshreppur | 497                         | 890,9         |
| Grindavík                     | 3 512                       | 433,6         |
| Grundarfjörður                | 876                         | 152,2         |
| Grýtubakkahreppur             | 370                         | 438,1         |
| Hafnarfjörður                 | 29 971                      | 143,3         |
| Hörgársveit                   | 623                         | 893,0         |
| Hrunamannahreppur             | 818                         | 1391,3        |
| Húnaþing vestra               | 1 211                       | 3016,6        |
| Húnabyggð                     | 1 309                       | 4003,1        |
| Hvalfjarðarsveit              | 625                         | 493,8         |
| Hveragerði                    | 2 699                       | 11,4          |
| Ísafjarðarbær                 | 3 809                       | 2397,3        |
| Kaldrananeshreppur            | 109                         | 458,9         |
| Kjósarhreppur                 | 245                         | 287,7         |
| Kópavogur                     | 37 959                      | 83,7          |
| Langanesbyggð                 | 575                         | 2471,1        |
| Múlaþing                      | 5020                        | 10671,0       |
| Mosfellsbær                   | 12 073                      | 193,7         |
| Mýrdalshreppur                | 719                         | 760,8         |
| Norðurþing                    | 3 115                       | 3754,9        |
| Rangárþing eystra             | 1 961                       | 1850,0        |
| Rangárþing ytra               | 1 682                       | 3177,0        |
| Reykhólahreppur               | 262                         | 1103,3        |
| Reykjanesbær                  | 19 421                      | 144,6         |
| Reykjavík                     | 131 136                     | 277,1         |
| Seltjarnarnesbær              | 4 726                       | 2,3           |
| Skaftárhreppur                | 627                         | 6905,4        |
| Skagabyggð                    | 90                          | 493,7         |
| Skagaströnd                   | 473                         | 49,4          |
| Skeiða- og Gnúpverjahreppur   | 609                         | 2227,1        |
| Skorradalshreppur             | 65                          | 208,5         |
| Snæfellsbær                   | 1 674                       | 688,8         |
| Strandabyggð                  | 457                         | 1834,3        |
| Stykkishólmur                 | 1 273                       | 260,0         |
| Súðavíkurhreppur              | 208                         | 760,8         |
| Suðurnesjabær                 | 3 588                       | 85,4          |
| Svalbarðsstrandarhreppur      | 483                         | 50,0          |
| Sveitarfélagið Hornafjörður   | 2 434                       | 6317,0        |
| Sveitarfélagið Ölfus          | 2 276                       | 725,2         |
| Sveitarfélagið Skagafjörður   | 4 239                       | 5528,2        |
| Sveitarfélagið Vogar          | 1 308                       | 164,9         |
| Tálknafjarðarhreppur          | 251                         | 180,1         |
| Þingeyjarsveit                | 1369                        | 12039,0       |
| Tjörneshreppur                | 54                          | 196,1         |
| Vestmannaeyjar                | 4 355                       | 17,3          |
| Vesturbyggð                   | 1 021                       | 1334,0        |
| Vopnafjarðarhreppur           | 659                         | 1913,5        |